# Skalare Variable
Eine skalare Variable ist im Kontext von Programmiersprachen eine Variable, die einen einzelnen Wert speichert. Der Begriff ist angelehnt an den mathematischen Skalar. Ein skalarer Datentyp ist der Datentyp einer skalaren Variable, üblicherweise ein elementarer Datentyp der verwendeten Programmiersprache. Das Gegenstück zu einer skalaren Variable sind etwa Arrays, Listen und Strukturen, die jeweils mehrere Werte speichern können.
In Pascal werden unter den skalaren Datentypen die elementaren Datentypen Boolean, Integer, Char, sowie die Subrange-Typen dieser einfachen Datentypen und der Type Real zusammengefasst.
In Perl werden durch skalare Variablen unterschiedliche elementare Datentypen wie zum Beispiel Integer oder String abgebildet.